# Norman Dello Joio
Norman Dello Joio, född 24 januari 1913 i New York i New York, död 24 juli 2008 i East Hampton på Long Island i New York, var en amerikansk kompositör.
Dello Joios föräldrar kom från Italien. Han studerade först musik för sin far, därefter på Juilliard med början år 1939. Ursprungligen arbetade han som organist i St. Anne's Church. Från 1941 åtnjöt han undervisning av Paul Hindemith.
1957 vann Dello Joio Pulitzerpriset för sin komposition Meditations on Ecclesiastes. Han komponerade bland annat musik för blåsinstrument och stråkar.
1978 flyttade Dello Joio till Long Island. Han avled där i sömnen den 24 juli 2008.